# Линдмаа, Меэлис
Меэлис Линдмаа (эст. Meelis Lindmaa; 14 октября 1970, Таллин) — эстонский футболист, левый защитник и полузащитник. Выступал за национальную сборную Эстонии.

## Биография

### Клубная карьера
Воспитанник таллинской футбольной секции «Лывид», тренеры — Тынис Теэсалу, Роман Убакиви. На взрослом уровне начал выступать за старшую команду своего клуба в 1987 году в первенстве Эстонской ССР.
В 1989 году перешёл в таллинский «Спорт», в его составе провёл 29 матчей и забил один гол во второй лиге СССР. В 1990 году в составе «Спорта» выступал в чемпионате Прибалтики, затем вернулся во «Флору».
С 1992 года выступал за «Флору» в независимом чемпионате Эстонии, стал неоднократным чемпионом и призёром чемпионата страны. Сыграл несколько матчей на правах аренды за «Тулевик» и «Лелле».
С 1997 года выступал за границей — в шведских клубах низших дивизионов «Виммербю» и «Нючёпинг», финском клубе «Финстрёмс Камратерна» с Аландских островов. В 1999 году играл в высшем дивизионе Финляндии за «КТП» (Котка) и «ТПВ» (Тампере). В 2000 году ненадолго вернулся в Эстонию, где выступал за «Курессааре», затем несколько лет до конца карьеры играл в низших лигах Финляндии за «Салон Паллолият».

### Карьера в сборной
Дебютировал в национальной сборной Эстонии 3 июня 1992 года, в первом официальном матче после восстановления независимости, против команды Словении. Последний матч провёл 5 октября 1996 года против сборной Беларуси. Всего сыграл 28 матчей за сборную, голов не забивал.

## Достижения
- Чемпион Эстонии (2): 1993/94, 1994/95
- Обладатель Кубка Эстонии (1): 1995